# Jean Gevenois
 (octobre 2014).
Si vous disposez d'ouvrages ou d'articles de référence ou si vous connaissez des sites web de qualité traitant du thème abordé ici, merci de compléter l'article en donnant les références utiles à sa vérifiabilité et en les liant à la section « Notes et références ».
Jean Robert Gevenois, né le 13 juillet 1931 à Hornu et mort dans la même ville le 10 janvier 2023, est un homme politique belge.

## Biographie
Après ses études de kinésithérapie, il travaille à la clinique Louis Caty de Baudour jusqu'en 1981.
Il se fait remarquer dans le combat syndical des grèves de l'hiver 1960-1961 et devient conseiller communal du Parti socialiste belge en 1964 et est échevin de 1971 jusqu'en 1996. C'est dans le domaine  de la gestion de l'enseignement communal et des sports qu'il exerce ses fonctions. D'abord dans la commune d'Hornu jusqu'en 1976, date  à laquelle la commune est fusionnée avec la commune voisine de Boussu. Ensuite dans la nouvelle entité de Boussu. Il y exerce les fonctions de bourgmestre faisant fonctions pendant que le bourgmestre en titre, Robert Urbain, est ministre.
En 1983, il devient sénateur et le restera jusqu'en 1996.
Son action sera notamment orientée vers la défense des transports en commun et particulièrement de la SNCB.
Jean Gevenois meurt à Hornu le 10 janvier 2023 à l'âge de 91 ans.